# Bnnyhunna
Bnnyhunna, artiestennaam van Benjamin Ankomah, (Amsterdam, 1998), is een Nederlandse multi-instrumentalist, muziekproducent en componist. Hij heeft één ep (Sintha in 2021) en één album (Echoes of Prayers in 2024) uitgebracht.

## Biografie
Ankomah was geboren en groeide op in de Amsterdamse wijk Zuidoost en is van Ghanese afkomst. Al op jonge leeftijd kwam hij in aanraking met muziek; zijn vader was muzikant die muziek maakte in het genre highlife. Ook via zijn geloof was hij veel met muziek bezig; in de kerk hoorde hij veel gospel en daar begon hij met pianospelen. Zijn muziektalent werd ontdekt toen hij van zijn moeder een keyboard kreeg voor zijn verjaardag en hij vervolgens op het gehoor een gospellied begon na te spelen. Ankomah volgde lessen om de piano en de fagot te leren spelen, maar hij leerde zichzelf ook aan hoe hij moest spelen op de drums, gitaar, basgitaar en synthesizer.
In het begin het begin van zijn muziekcarrière produceerde Ankomah vooral voor andere artiesten (bij onder andere Nnelg, Winne, Dolapo en Gaidaa) en speelde hij in de ondersteunende bands (bij onder andere Jose James, Rimon, Arp Frique en Nnelg). Sinds 2021 maakt hij onder de naam Bnnyhunna zijn eigen muziek uit, beginnend met de single Feelings Mutual?. Dit lied was een samenwerking met Jarreau Vandal. In september 2021 volgde zijn eerste ep; Sintha. Bij deze ep maakte de artiest ook een kortfilm.
In 2022 mocht hij in het begin van het jaar voor het eerst op ESNS staan. Hij was hier winnaar van een ESNS Kickstart Award, samen met Cor en MEAU. In juli van dat jaar trad hij op op het North Sea Jazz Festival. Dit optreden werd door OOR omschreven als "een jamsessie, een reis door invloeden, langs stijlen die het muzikale universum van Ankomah doen oprijzen". Ook trad hij in dezelfde maand op op de Nijmeegse Vierdaagsefeesten. In september 2022 bracht hij de single Traffic uit. 
In 2023 stond Bnnyhunna opnieuw op ESNS. Hij was hij genomineerd voor de Pop Stipendium 2023, een prijs die uiteindelijk werd gewonnen door Personal Trainer. Hij stond in hetzelfde jaar ook op het festival Down The Rabbit Hole. Verder verzorgde hij de muziek van twee theaterproducties: Angry Young Men en Hier zijn we koningen. In 2024 werd er opgetreden op onder andere de festivals Zwarte Cross en Dekmantel. Hij bracht in oktober 2024 zijn debuutalbum Echoes of Prayers uit, voorafgegaand met enkele singles in de zomer. De thema's van dit album zijn zijn geloof en zijn jeugd in Amsterdam Zuidoost. Later in dezelfde maand werd er samengewerkt met de Nationale Opera voor de hiphop-opera Lennox, die een bewerking is van het kinderboek Lennox en de gouden sikkel.

## Muziekstijl
Bnnyhunna maakt grotendeels instrumentale muziek beïnvloed door een variëteit aan muziekgenres. De genres die hij in zijn muziek combineert zijn onder meer jazz, gospel, hiphop, afrobeat en klassieke muziek OOR noemde het een "jazzy mix van hiphop, latin, r&b en funk". Jazzism noemde het "een boeiende muzikale reis die de veelzijdigheid van Bnnyhunna benadrukt".

## Discografie (albums en ep's)
- Sintha (ep, 2021)
- Echoes of Prayers (album, 2024)